# Campionato europeo di Formula 3 1976
Il Campionato europeo di Formula 3 1976 è stata la seconda edizione del Campionato europeo di Formula 3.

## Calendario
| Nº | Data        | Nazione     | Gara                                | Circuito         |
| -- | ----------- | ----------- | ----------------------------------- | ---------------- |
| 1  | 3 aprile    | Germania    | ADAC 300 km Rennen                  | Nürburgring      |
| 2  | 19 aprile   | Paesi Bassi | Grote Prijs van Zandvoort           | Zandvoort        |
| 3  | 9 maggio    | Svezia      | Europamästerskapet                  | Mantorp Park     |
| 4  | 23 maggio   | Germania    | Internationales ADAC Avusrennen     | AVUS             |
| 5  | 13 giugno   | Italia      | Gran Premio di Enna-Pergusa         | Pergusa          |
| 6  | 27 giugno   | Italia      | Gran Premio della Lotteria di Monza | Monza            |
| 7  | 25 luglio   | Francia     | Trophée d'Arras                     | Croix-en-Ternois |
| 8  | 22 agosto   | Germania    | Hessenpreis                         | Kassel-Calden    |
| 9  | 5 settembre | Svezia      | Kvällspostens Newsrace              | Knutstorp        |
| 10 | 4 ottobre   | Italia      | Gran Premio di Campagnano           | Vallelunga       |

Note
Le gare del Nürburgring, AVUS e Kassel-Calden erano valide anche per il Campionato tedesco.
Le gare di Pergusa, Monza e Vallelunga erano valide anche per il Campionato italiano.
La gara di Knutstorp era valida anche per il Campionato svedese.

## Risultati
| Nº | Circuito         | Pole position          | Giro veloce              | Pilota vincitore       | Scuderia vincitrice |
| -- | ---------------- | ---------------------- | ------------------------ | ---------------------- | ------------------- |
| 1  | Nürburgring      | Rudolf Dötsch          | Conny Andersson          | Conny Andersson        | March               |
| 2  | Zandvoort        | Boy Hayje              | Gianfranco Brancatelli   | Riccardo Patrese       | Chevron             |
| 3  | Mantorp Park     |                        | Riccardo Patrese         | Gianfranco Brancatelli | March               |
| 4  | AVUS             | Conny Andersson        | Bertram Schäfer          | Conny Andersson        | March               |
| 5  | Pergusa          | Lamberto Leoni         | Conny Andersson          | Riccardo Patrese       | Chevron             |
| 6  | Monza            | Gianfranco Brancatelli | Riccardo Patrese         | Riccardo Patrese       | Chevron             |
| 7  | Croix-en-Ternois | Jean-Louis Schlesser   | Conny Andersson          | Conny Andersson        | March               |
| 8  | Kassel-Calden    | Conny Andersson        | Riccardo Patrese         | Riccardo Patrese       | Chevron             |
| 9  | Knutstorp        | Riccardo Patrese       | Conny Andersson          | Conny Andersson        | March               |
| 10 | Vallelunga       | Riccardo Patrese       | Alessandro Pesenti-Rossi | Gianfranco Brancatelli | March               |

## Classifica
| Pos     | Pilota                 | NUR | ZAN | MAN | AVU | PER | MON | CRO | KAS | KNU | VAL | Punti |
| ------- | ---------------------- | --- | --- | --- | --- | --- | --- | --- | --- | --- | --- | ----- |
| 1       | Riccardo Patrese       | 3   | 1   | 2   | 20  | 1   | 1   | 3   | 1   | NQ  | 2   | 52    |
| 2       | Conny Andersson        | 1   | NQ  | 5   | 1   | 2   | 2   | 1   | 3   | 1   |     | 52    |
| 3       | Gianfranco Brancatelli | 4   | 15  | 1   | 4   | Rit | Rit | 2   | 2   | 4   | 1   | 36    |
| 4       | Marc Surer             | 7   | 2   | Rit |     |     |     | NQ  | 7   | 5   | 4   | 14    |
| 5       | Bertram Schäfer        | 2   | 5   | NQ  | 3   | NP  | NQ  | 5   | NC  |     |     | 12    |
| 6       | Piercarlo Ghinzani     |     | 11  |     |     | 3   | Rit |     | 4   |     | 3   | 11    |
| 7       | Ulf Svensson           | Rit | 7   | 6   | 2   |     | 14  | NQ  | 16  | Rit | 15  | 7     |
|         | Claes Sigurdsson       | 5   | 8   | 3   |     |     |     |     | 8   | 10  | 12  | 7     |
|         | Jac Nellemann          |     | 24  | 7   | 12  |     |     | Rit | 6   | 2   |     | 7     |
| 10      | Giuseppe Bossoni       | 24  | 4   | 29  |     | 9   | 5   |     |     |     | Rit | 6     |
| Legenda |                        |     |     |     |     |     |     |     |     |     |     |       |